# GSP-Stadion (1902)

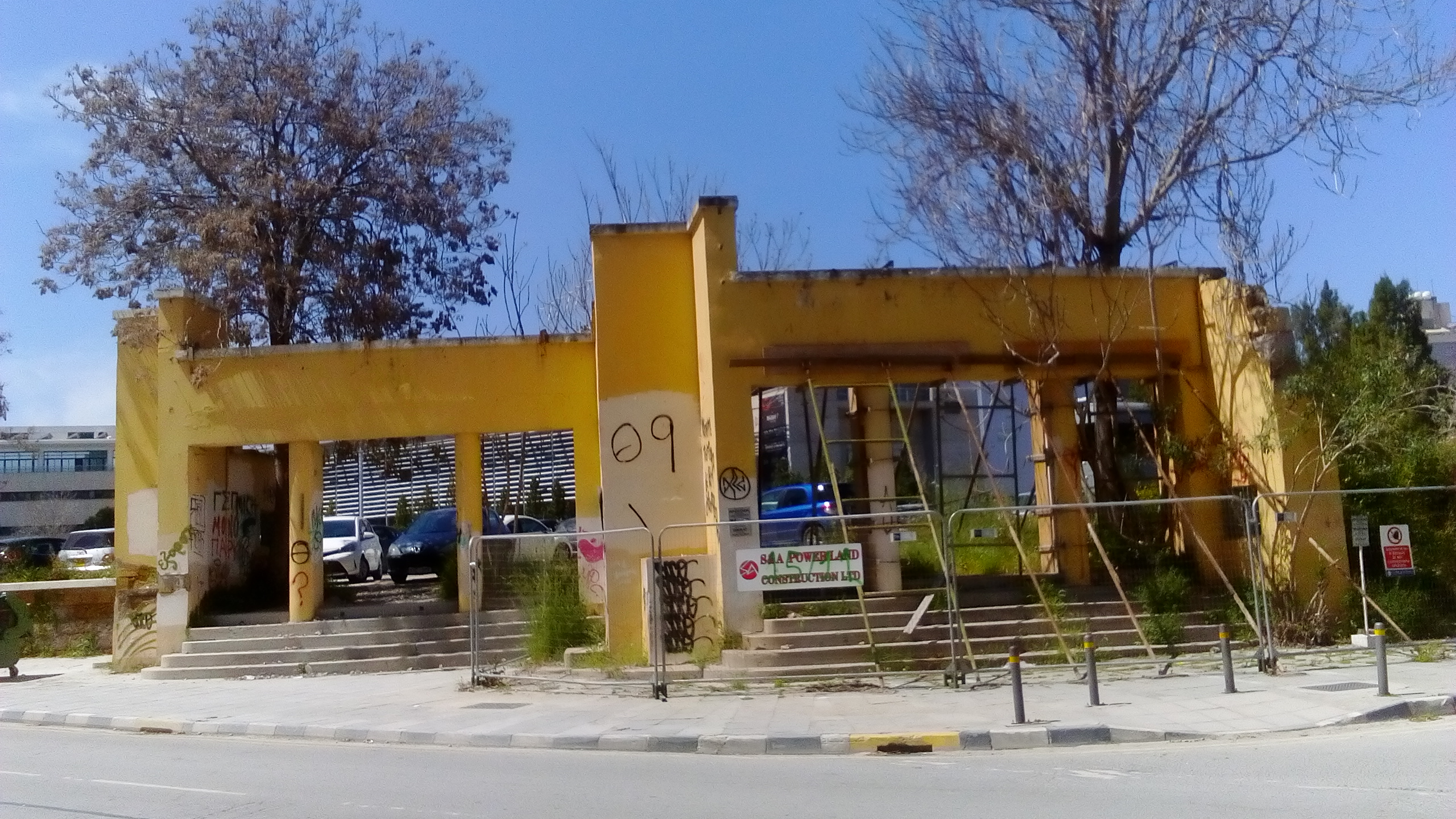
Ruine des Eingangstores zum GSP-Stadium (2017)

Das GSP-Stadion war ein zwischen 1902 und 1999 bestehendes Fußballstadion in der zyprischen Hauptstadt Nikosia.

## Geschichte
Die Sportstätte entstand 1902 als Sportplatz für die griechisch-zypriotische Bevölkerung. 1934 wurde das Stadion, das zeitweise ein Fassungsvermögen von 12.000 Zuschauern hatte, nach dem Verband Gymnastikos Syllogos Pankipria (deutsch Panzyprischer Gymnastikbund), abgekürzt mit GSP, benannt.
Das Stadion diente vielen Fußballmannschaften aus Nikosia als Heimstätte. Nach seiner Gründung 1924 trat zum Beispiel der Trist AC, in der Auftaktsaison 1934/35 erster Meister in der First Division, ebenso hier an wie der spätere Rekordmeister APOEL Nikosia, Olympiakos Nikosia und Omonia Nikosia. Zudem war das Stadion regelmäßiger Austragungsort der Endspiele um den Landespokal.
Nach Fertigstellung des Makario-Stadions 1978 kam diesem die Rolle als Finalaustragungsort im Landespokal zuteil, zudem wechselten die größeren Klubs mit ihrer Heimspielstätte im Ligabetrieb hierhin. Mit der Fertigstellung des neuen GSP-Stadions im Vorort Strovolos im Jahr 1999 übernahm dieses die jeweiligen Rollen. Parallel wurde das alte GSP-Stadion abgerissen und machte Platz für einen Parkplatz sowie den Bau eines 2013 eröffneten Theaters. Einzelne Gebäudeteile blieben dabei erhalten.